# Sten Bergman
Sten Bergman, född 20 oktober 1895 i Ransäters församling, Värmland, död 19 februari 1975 i Rönninge, Stockholms län, var en svensk biolog, zoolog och forskningsresande. 

## Biografi
Bergman blev filosofie licentiat 1925, filosofie hedersdoktor vid Stockholms högskola 1952, tillförordnad assistent och dito föreståndare för Riksmuseet under olika perioder från 1923. Under större delen av sitt liv hade han dock ingen fast anställning utan finansierade sin verksamhet med fonder, donationer och sponsorer samt genom populärvetenskapliga artiklar och föredrag. Han höll genom åren många föredrag i Sveriges radio där han berättade om sina forskningsresor, och framröstades av lyssnarna 1954 till den populäraste talaren i radio. Han blev genom sin populärvetenskapliga verksamhet en av sin tids mest kända svenska vetenskapsmän.
Bergman var mest känd för sina expeditioner i Asien, bland annat till Kamtjatka 1920-23 tillsammans med sin fru Dagny Bergman, Eric Hultén, Elsie Hultén, Ernst Hedström och René Malaise, till Kurilerna 1929, Korea 1935-36 och till Nederländska Nya Guinea 1948-49, 1952-53 och 1956-59. Han besökte Japan 1960 och 1962. Under expeditionerna arbetade han med allt som hade med biologi och antropologi att göra, även om hans huvudintressen var ornitologi och entomologi.

### Kurilerna 1929–1930
Bergmans resa till Kurilerna sträckte sig från 1929 till 1930. Intresset för öarna hade väckts redan under expeditionen till Kamtjatka 7 år tidigare. Hans vetenskapliga mål var att studera djurlivet, inte minst fågellivet, och att samla in material till Naturhistoriska riksmuseet. Med på resan var Harald Sjöqvist, som fungerade som konservator, och Kenji Fujimoto från Japan, som konservatorassistent och kock. 
Han besökte ön Shikotan där det fanns en ainuby. De som levde där hade flyttats dit från en av de nordligare öarna. Även på den japanska ön Hokkaido besökte han ainubyar.
Bergman genomförde även arkeologiska utgrävningar på Kurilerna. Fynden gjordes på ön Iturup (Bergman använder namnet Yeterofu) men tre lerkärl kom från Kunashir. En lokal undersöktes på Iturup i byn Rubetsu. Ytterligare en samling fynd kom från byn Shana men dessa fynd köpte Bergman av en person som själv samlat in dem. Fynden, vilka utgörs av stenmaterial och keramik, förvaras idag på Östasiatiska museet, Stockholm. Några hela förhistoriska kärl lyckades Bergman förvärva från lokalbefolkningen. Även två kranier förvärvades.

### Korea 1935–1936
Bergmans resa till Korea sträckte sig från februari 1935 till november 1936. Hans vetenskapliga mål var att studera djurlivet, inte minst fågellivet, och att samla in material till Naturhistoriska riksmuseet. Men han gjorde även etnografiska insamlingar och fotograferade platser och människor. Med på resan var deltagarna från Bergmans resa till Kurillern, Harald Sjöqvist som fungerade som konservator, och Kenji Fujimoto från Japan, som konservatorassistent och kock. I Seoul fanns fem andra svenskar, alla kvinnor. Det var en sjuksköterska som arbetade på stadens sjukhus, och fyra andra som tillhörde Frälsningsarmén. Genom dessa kontakter fick han bland annat insyn i hur gatubarnen i staden levde. Han besökte även ön Jeju och dykarkvinnorna haenyeo. Ett år efter hemkomsten kom boken I morgonstillhetens land: skildringar från en forskningsfärd till Korea. De etnografiska samlingarna från resan finns på Etnografiska museet, Stockholm och på Världskulturmuseet, Göteborg.

### Första resan till Nya Guinea 1948–1949
Under sin första expedition till Nya Guinea var Sten Bergman på ön i drygt 1 år, från 31 juli 1948 till 2 november 1949. Med på resan var Harald Sjöqvist, som också varit med på tidigare resor till Korea och Kurilerna, holländaren M. A. Lieftick, sju sundanesiska preparatorer och en kock. Vännen och jägmästaren Eric Lundqvist, som vid tiden bodde i Sorong, hjälpte till att organisera expeditionen vars bas inrättades i Sorong. Under det följande året genomfördes flera resor runt om på Fågelhuvudhalvön i den västligaste delen av Nederländska Nya Guinea, sedan 2003 kallad Papua Barat. I samband med dessa anlitades ett stort antal lokala bärare.
Ön Waigeo, strax utanför Sorong, besöktes 14 september, och i december kom expeditionen till ön Pulau Adis, strax söder om Västpapuas sydkust. På julafton åkte de över sundet till byn Kambala. Här stannade expeditionen i tre veckor. Den 5 februari 1949 påbörjades resan till de två sjöarna Atinjoe och Aimaroe. Med till Atinjoe var den holländske kontrollören Vesseur. Den 9 mars avreste de mot den andra sjön, Aimaroe och byarna Fan, Mefkadjem och Teminaboean. Med kanot tog de sig vidare till Konda vid kusten. Efter att ha återvänt till baslägret tog Eric Lundqvist med Bergman till ön Batanta strax väster om Sorong. Den 30 juni avreste expeditionen mot Arfakbergen och Anggisjöarna Anggi Gita och Anggi Gigi. Tre poliser och en ”bestyrassistent”, Gasper, följde med. Bland annat besökte de byn Tombrok. Innan hemresan hann Bergman även med ett besök till Wandammenbukten där han förvärvade flera levande paradisfåglar som han tog med hem till Sverige. Den 2 november 1949 lämnade Bergman och Sjöqvist Nya Guinea för återresa till Sverige. De anländer till Göteborg 21 januari 1950. 

### Andra resan till Nya Guinea 1952–1953
Också under andra resan till Nya Guinea tillbringade Bergman huvudsakligen sin tid på Fågelhuvudhalvön. Bergman åkte ensam denna gång och lämnade Stockholm den 15 augusti 1952. Sorong blev återigen basen. I november besöker han några av de närbelägna öarna väster om Sorong; Kassim, Salawati och Warir. Den 30 december avreste han till Kaimana på sydkusten och därifrån in i Argon Bay med ön Soesenoe. Den 31 januari åkte han till byn Tiwara och därifrån vidare den 13 februari norrut mot Babo i Mac Cluer-gulfen. I slutet av mars reste han till Wisselsjöarna (Paniaisjöarna, Danau Tage) där han träffade bergspapuaner; kapaukosfolket (kallas även mee, ekari, ekagi eller kapauku). Den 16 maj lämnade han wisselsjöarna. Under mitten av året återvände han till ön Salawati. Strax före hemresan träffade han den svenske antropologen John Erik Elmberg på sjukhuset i Sarong. Den 7 september 1953 påbörjade Bergman hemresan.

### Familj
Sten Bergmans föräldrar var professor Johan Bergman (1864-1951) och Kerstin Bergman, född Henriksson (1866-1948). Hans syskon var  Ingegerd Bergman, gift Tamm (1892-1987) och Gösta Bergman (1894-1984).
Gift 1920 med Dagny Bergman född Lindhé (1890-1972), dotter till major Nils Lindhé och Ida Lindhé, född Arnell. Dagny Bergman har deltagit i utformningen av Salems hembygdsdräkt. Sten Bergman är far till Gundel Bergman, gift Rende (1923-2012), Marianne Bergman, gift Zitting (1925-2020), fotografen Astrid Bergman Sucksdorff (1927-2015) och silversmeden Åke Bergman (1932-1987).
Sten Bergman ligger begravd på Salems kyrkogård, på udden närmast Bornsjön.

## Priser och utmärkelser
- Nils Holgersson-plaketten 1952 för Vildar och paradisfåglar

Kamtjakabjörnen, en underart till brunbjörn, kallas i den engelskspråkiga litteraturen för Bergman´s Bear.